# Сухари
Сухари́ — разрезанное и высушенное хлебобулочное изделие влажностью 8—12%.
Сухари подразделяются на сухари простые (армейские) и сухари сдобные.
Простые пшеничные сухари из обойной, и муки 1-го и 2-го сортов хранятся до одного года, ржано-пшеничные обойные и ржаные обойные — до двух лет (при температуре 8—25° C).
Сдобные пшеничные сухари вырабатывают из муки высшего, 1-го и 2-го сортов, с добавлением сахара, жира и яиц. Торговые марки сдобных сухарей, производившихся в СССР: Ванильные, Городские, Детские, Докторские, Дорожные, Кофейные, Любительские, Миндальные, Московские, Пионерские, Сахарные, Славянские, Сливочные. Срок хранения — от 15 до 60 суток.
Сухарная крошка используется в качестве панировки.
В России сухари являются распространённым видом снэка (см. закусочные сухарики).